# Franciszek Bujak
Pour les articles homonymes, voir Bujak.
Franciszek Bujak ,né le 25 novembre 1896 et mort le 11 septembre 1975, est un sportif polonais.

## Biographie

### Enfance et famille
Franciszek Bujak est le fils de Józef et de Franciszki Karpal. Son frère, Józef Bujak (en), a participé aux Jeux olympiques d'hiver de 1928. En 1914, il a obtenu son diplôme de charpentier. Il a été ensuite légionnaire (1914-1915), puis dans l'Armée de terre austro-hongroise (1916-1917) et enfin dans l'armée polonaise (1918-1920) sous les ordres de Władysław Ziętkiewicz (pl),.
Il a eu deux filles : Eve et Anna (pl).

### Carrière sportive
En 1920, il remporte le premier Championnat de Pologne de combiné nordique ainsi que le championnat de Pologne du 18 km en ski de fond et il termine 2e de championnat de saut à ski. En 1921, il remporte pour la deuxième et dernière fois le titre en combiné nordique et il termine 3e en saut à ski.

## Résultats

### Jeux olympiques
| Épreuve / Édition | Épreuve / Édition | Chamonix 1924 |
| ----------------- | ----------------- | ------------- |
| Combiné nordique  | Combiné nordique  | Abandon       |
| Ski de fond       | 18 km             | 27e           |

### Championnats du monde
| Épreuve / Édition | Épreuve / Édition | Janské Lázně 1925 | Cortina d’Ampezzo 1927 |
| ----------------- | ----------------- | ----------------- | ---------------------- |
| Ski de fond       | 18 km             | 38e               | 26e                    |
| Ski de fond       | 50 km             | -                 | 19e                    |

### Autres
Franciszek Bujak a remporté les deux premières éditions du Championnat de Pologne de combiné nordique. Il a terminé 3e en 1924 (pl) et 6e en 1926 (pl).
Il a remporté également le championnat de Pologne en ski de fond (18 km) en 1920 et 50 km en 1927.
En saut à ski, il a terminé deuxième du Championnat de Pologne de saut à ski (pl) en 1920 (pl) et 3e en 1921 (pl).